# Ancrages, revue acadienne de création littéraire
Ancrages est une revue acadienne de création littéraire mise sur pied à Moncton au Canada par Rose Després en 2004. Cette revue présente des numéros exclusivement sur le web depuis 2015.

## Description
«On reconnaît à la revue une fonction de  "laboratoire", qui permet de tester de nouveaux produits auprès du public le plus près du pôle de la création.» Elle mène des projets d'échanges avec d'autres communautés de la francophonie nord-américaine dont l'Ouest canadien et la Louisiane. La revue a publié auteurs et autrices de l'Acadie et des autres pays de la Francophonie, dont Georgette LeBlanc, Herménégilde Chiasson, Michel X Côté, Michel Pleau, Rodney Saint-Éloi, Gracia Couturier et  Serge Patrice Thibodeau.